# Louna Ladevant
Louna Ladevant (* 2000) ist ein französischer Eiskletterer. Er ist Weltmeister und dreifacher Europameister in der Disziplin Lead.

## Wettkampfkarriere
Ladevant begann 10-jährig zu klettern. 2016 nahm er erstmals an einer Junioren-Weltmeisterschaft teil. Er erreichte dabei den 5. Platz. 2017 und 2018 wurde er Weltmeister in der Kategorie U19.
Ab der Saison 2017/2018 nahm er an Elite-Wettkämpfen teil. 2020 gewann er in Changchun den ersten Weltcup im Lead. 2020, 2021 und 2023 wurde er Europameister. 2022 gewann er in Saas-Fee die Weltmeisterschaft in der Disziplin Lead.
In der Saison 2022/2023 gewann er den Gesamtweltcup.

## Weitere Erfolge
Im August 2018 gelang ihm zusammen mit seinem Bruder Tristan Ladevant und Hugo Maquair die Erstbesteigung des Pik Dschigit in Kirgisistan. Sie eröffneten die 1000 Meter lange Route Tutto bene, die sie mit der SAC-Berg- und Hochtourenskala mit SS+ und mit der Eiskletterskala mit WI4+ bewerteten.
Im Juni 2021 gelang ihm die Begehung der Sportkletterroute Sang Neuf in Choranche, die mit dem Schwierigkeitsgrad 9a bewertet ist.
Im Oktober 2023 gelang ihm die fünfte Begehung der Mehrseillängenroute WoGü (8c, 350 m) in Rätikon. Er kletterte die Route zusammen mit seinem Bruder Tristan. Sie benötigten dafür 11 Stunden.